# Villogorgia foliata
Villogorgia foliata är en korallart som beskrevs av Thomson och Russell. Villogorgia foliata ingår i släktet Villogorgia och familjen Plexauridae. Inga underarter finns listade i Catalogue of Life.